# Chalumeau

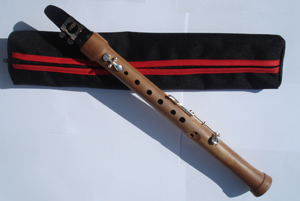
En modern chalumeau kopia.

Chalumeau (franska: [ʃa.ly.mo]; pluralis chalumeaux) är ett träblåsinstrument med enkelt rörblad från senbarocken. Den är föregångaren till dagens klarinett. Den har cylindrisk mensur med åtta fingerhål (sju fram och ett tumhål på baksidan), ett brett munstycke med ett rörblad. I likhet med klarinetten,  hoppar tonläget upp till tolfte skaltonen räknat från den tidigare tonen vid överblåsning. 

## Historia
Ordet Chalumeau dyker först upp i litteraturen så tidigt som 1630, men kan ha varit i bruk ända sedan 1100-talet. Flera dåtida franska ordböcker använder ordet med referens till olika enkla folkliga instrument med rörblad, vilket är en fast del av instrumentets kropp.

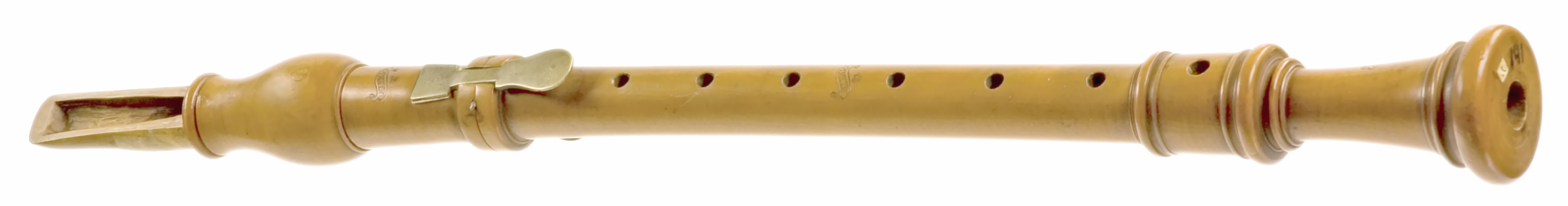
Chalumeau, M141 Scenkonstmuseet.